# Ana de Castro Osório
Ana de Castro Osório, född 1872, död 1935, var en portugisisk feminist.  
Hon blev 1907 en av grundarna till Portugals första kvinnoorganisation, Grupo Português de Estudos Feministas. Tillsammans med Adelaide Cabete och Fausta Pinto de Gama bildade hon 1908 Liga Republicana das Mulheres Portuguesas. 1911 valdes hon till ordförande för  Associação de Propaganda Feminista.